# 27130 Dipaola
27130 Dipaola è un asteroide della fascia principale. Scoperto nel 1998, presenta un'orbita caratterizzata da un semiasse maggiore pari a 2,5330226 UA e da un'eccentricità di 0,2000343, inclinata di 4,21524° rispetto all'eclittica.